# نهائي كأس روسيا لكرة القدم 2012
نهائي كأس روسيا لكرة القدم 2012 هي المباراة النهائية من منافسة كأس روسيا لكرة القدم 2011–12، أقيمت المباراة في 9 مايو 2012، في ملعب سنترال، بين فريقي روبين كازان، ودينامو موسكو، وفاز فيها روبين كازان، بعد أن هزم دينامو موسكو، بنتيجة 1 - 0، وكان حكم المباراة Mikhail Vilkov ‏.

## تفاصيل المباراة
لعبت المباراة النهائية في 9 مايو 2012.
| روبين كازان | 1 -0 | دينامو موسكو |
| ----------- | ---- | ------------ |
|             |      |              |